# Plaques de matrícula de Dakota del Nord

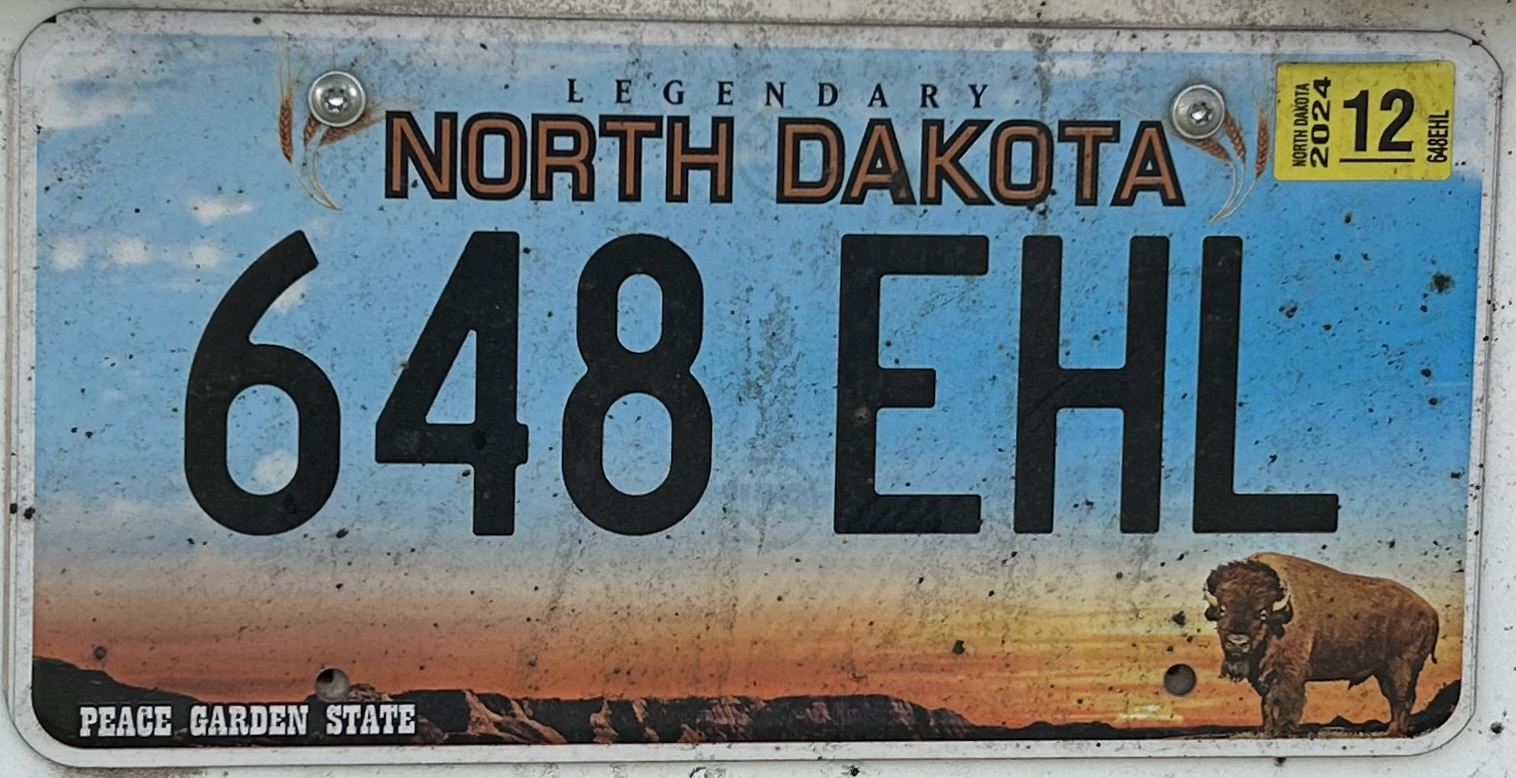
Model actual de matrícula de Dakota del Nord des del novembre del 2016.

Les Plaques de matrícula de Dakota del Nord es componen, des del novembre de 2016, d'un sistema de combinació alfanumèric format per tres xifres i tres lletres separades per un espai (ex. 123 ABC). Els caràcters són de color negre sobre un fons reflectant amb una imatge gràfica d'una posta de sol a tot color i un bisó a la cantonada inferior dreta. El nom de l'estat, "NORTH DAKOTA", apareix centrat a la part superior entre tres espigues de blat i l'eslogan "PEACE GARDEN STATE" (en promoció del Jardí Internacional de la Pau situat a la frontera entre els Estats Units i el Canadà) a la cantonada inferior esquerra.
A partir del 2024, les plaques les emet el Departament de Transport de Dakota del Nord a través de la seva divisió de vehicles de motor. El Comitè de Transport del Senat va rebutjar el febrer del 2022 una proposta per portar només la placa posterior per a cotxes de passatgers, furgonetes i camonetes pickup, pel que continua sent obligatori muntar les plaques al davant i al darrere del vehicle, mentre que només es requereixen plaques posteriors per a motocicletes i remolcs.

## Història
L'estat de Dakota del Nord va començar el registre d'automòbils i les plaques emeses per l'estat el 1911, i aquest disseny de plaques es va mantenir sense canvis fins al 1948. Les plaques amb la lletra "F" es van emetre als automòbils i camions de la marca Ford el 1925-26, mentre que totes les altres marques de vehicles només van rebre xifres.

### Models de 1911 fins 1955
| Imatge | Data d'expedició | Disseny | Lema       | Combinació utilitzada | Notes |
| ------ | ---------------- | --- | ---------- | --------------------- | --- |
|        | 1911             | Caràcters en relleu de color groc sobre fons negre. "ND" i "1911" en vertical a esquerra i dreta respectivament.        | Sense lema | 1234                  | Plaques de mides: 2 caràcters (5" x 8 1/2"), 3 caràcters (5" x 10") i 4-5 caràcters (5" x 12"). |
|        | 1912             | Caràcters en relleu de color vermell sobre fons blanc. "ND" i "1912" en vertical a esquerra i dreta respectivament.     | Sense lema | 1234                  | |
|        | 1913             | Caràcters en relleu de color negre sobre fons beix. "ND" i "1913" en vertical a esquerra i dreta respectivament.        | Sense lema | 1234                  | |
|        | 1914             | Caràcters en relleu de color negre sobre fons groc. "ND" i "1914" en vertical a esquerra i dreta respectivament.        | Sense lema | 1234                  | |
|        | 1915             | Caràcters en relleu de color negre sobre fons verd. "ND" i "1915" en vertical a esquerra i dreta respectivament.        | Sense lema | 1234                  | Canvi de mides a: 4 caràcters (5" x 12"), combinació entre 10000 i 19999 (5" x 13") i superior a 20000 (5" x 14"). |
|        | 1916             | Caràcters en relleu de color groc sobre fons negre. "ND" i "1916" en vertical a esquerra i dreta respectivament.        | Sense lema | 1234                  | |
|        | 1917             | Caràcters en relleu de color negre sobre fons blanc. "ND" i "1917" en vertical a esquerra i dreta respectivament.       | Sense lema | 12-345                | Unificació de les mides a 5" x 12" excepte les combinacions superiors a 20000 (5" x 14"). |
|        | 1918             | Caràcters en relleu de color vermell sobre fons blanc. "ND" i "1918" en vertical a esquerra i dreta respectivament.     | Sense lema | 12345                 | Canvi de mides a: 4 caràcters (5 1/4" x 12") i 5 caràcters (5 1/4" x 14"). |
|        | 1919             | Caràcters en relleu de color verd clar sobre fons negre. "ND" i "1919" en vertical a esquerra i dreta respectivament.   | Sense lema | 12345                 | Canvi de mides a: 4 caràcters (5" x 12") i 5 caràcters (5" x 14"). |
|        | 1920             | Caràcters en relleu de color crema sobre fons verd. "ND" i "1920" en vertical a esquerra i dreta respectivament.        | Sense lema | 12345                 | Unificació de mides de 4-5 caràcters a 5" x 12". |
|        | 1921             | Caràcters en relleu de color blanc sobre fons blau marí. "ND" i "1921" en vertical a esquerra i dreta respectivament.   | Sense lema | 12345                 | |
|        | 1922             | Caràcters en relleu de color negre sobre fons daurat. "ND" i "1922" en vertical a esquerra i dreta respectivament.      | Sense lema | 12-345                | Canvi de mides a: 2 caràcters (5" x 8 1/2"), 3 caràcters 1925 (5" x 10"), 3 caràcters 1927 (5" x 9 1/2"), 4-5 caràcters (5" x 13"), 6 caràcters 1924 (5" x 14 7/8"), 1925-26 i 1929 (5" x 14 3/4"), 1928 (5" x 14 1/2") fins 1929. |
|        | 1923             | Caràcters en relleu de color blanc sobre fons verd clar. "ND" i "1923" en vertical a esquerra i dreta respectivament.   | Sense lema | 123-456               | |
|        | 1924             | Caràcters en relleu de color negre sobre fons platejat. "ND" i "1924" en vertical a esquerra i dreta respectivament.    | Sense lema | 123-456               | |
|        | 1925             | Caràcters en relleu de color platejat sobre fons negre. "ND" i "1925" en vertical a esquerra i dreta respectivament.    | Sense lema | F12-345               | La lletra "F" s'emet només per a automòbils de la marca Ford, la resta de marques se'ls assigna una combinació numèrica. |
|        | 1926             | Caràcters en relleu de color vermell sobre fons gris. "ND" i "1926" en vertical a esquerra i dreta respectivament.      | Sense lema | F12-345               | |
|        | 1927             | Caràcters en relleu de color negre sobre fons carabassa. "ND" i "1927" en vertical a esquerra i dreta respectivament.   | Sense lema | 123-456               | |
|        | 1928             | Caràcters en relleu de color blanc sobre fons negre. "ND" i "1928" en vertical a esquerra i dreta respectivament.       | Sense lema | 123-456               | |
|        | 1929             | Caràcters en relleu de color negre sobre fons platejat. "ND" i "1929" en vertical a esquerra i dreta respectivament.    | Sense lema | 123-456               | |
|        | 1930             | Caràcters en relleu de color verd sobre fons daurat. "ND" i "1930" en vertical a esquerra i dreta respectivament.       | Sense lema | 123-456               | Canvi de mides a: 2 caràcters 1930-33 (5" x 8 1/2"), 3 caràcters 1930-31, 1933 (5" x 10"), 4-6 caràcters (5" x 13") fins 1933. |
|        | 1931             | Caràcters en relleu de color beix sobre fons blau marí. "ND" i "1931" en vertical a esquerra i dreta respectivament.    | Sense lema | 123-456               | |
|        | 1932             | Caràcters en relleu de color blanc sobre fons granat. "ND" i "1932" en vertical a esquerra i dreta respectivament.      | Sense lema | 123-456               | |
|        | 1933             | Caràcters en relleu de color blanc sobre fons verd. "ND" i "1933" en vertical a esquerra i dreta respectivament.        | Sense lema | 123-456               | |
|        | 1934             | Caràcters en relleu de color blau sobre fons carabassa. "ND" i "1934" en vertical a esquerra i dreta respectivament.    | Sense lema | 123-456               | Canvi de mides a: 1-4 caràcters (5 1/4" x 10 3/8"), 5 caràcters (5 1/4" x 11 3/4"), 6 caràcters (5 1/4" x 13 1/2"). |
|        | 1935             | Caràcters en relleu de color carabassa sobre fons negre. "ND" i "1935" en vertical a esquerra i dreta respectivament.   | Sense lema | 123-456               | |
|        | 1936             | Caràcters en relleu de color negre sobre fons carabassa. "ND" i "1936" en vertical a esquerra i dreta respectivament.   | Sense lema | 123-456               | |
|        | 1937             | Caràcters en relleu de color verd sobre fons blanc. "ND" i "1937" en vertical a esquerra i dreta respectivament.        | Sense lema | 123-456               | |
|        | 1938             | Caràcters en relleu de color negre sobre fons groc. "ND" i "1938" en vertical a esquerra i dreta respectivament.        | Sense lema | 123-456               | |
|        | 1939             | Caràcters en relleu de color vermell sobre fons blanc. "ND" i "1939" en vertical a esquerra i dreta respectivament.     | Sense lema | 123-456               | |
|        | 1940             | Caràcters en relleu de color groc sobre fons negre. "ND" i "1940" en vertical a esquerra i dreta respectivament.        | Sense lema | 123-456               | |
|        | 1941             | Caràcters en relleu de color negre sobre fons groc. "ND" i "1941" en vertical a esquerra i dreta respectivament.        | Sense lema | 123-456               | |
|        | 1942-43          | Caràcters en relleu de color groc sobre fons vermell. "ND" i "1942" en vertical a esquerra i dreta respectivament.      | Sense lema | 123-456               | Revalidada per al 1943 amb adhesius al parabrisa, degut a la conservació de metall per a la Segona Guerra Mundial. Només s'emeten noves plaques als registres nous.                                                                |
|        | 1944             | Caràcters en relleu de color groc sobre fons negre. "ND" i "1944" en vertical a esquerra i dreta respectivament.        | Sense lema | 123-456               | |
|        | 1945             | Caràcters en relleu de color blanc sobre fons negre. "ND" i "1945" en vertical a esquerra i dreta respectivament.       | Sense lema | 123-456               | |
|        | 1946             | Caràcters en relleu de color vermell sobre fons platejat. "ND" i "1946" en vertical a esquerra i dreta respectivament.  | Sense lema | 123-456               | |
|        | 1947             | Caràcters en relleu de color negre sobre fons groc. "ND" i "1947" en vertical a esquerra i dreta respectivament.        | Sense lema | 123-456               | |
|        | 1948-49          | Caràcters en relleu de color negre sobre fons groc. "NORTH DAKOTA" centrat a dalt i "1948" en vertical a la dreta.      | Sense lema | 123-456               | Primera placa amb el nom complet de l'estat. Revalidada per al 1949 amb pestanyes blanques. Només s'emeten noves plaques als registres nous.                                                                                       |
|        | 1950             | Caràcters en relleu de color negre sobre fons carabassa. "NORTH DAKOTA" centrat a dalt i "1950" en vertical a la dreta. | Sense lema | 123-456               | |
|        | 1951             | Caràcters en relleu de color blanc sobre fons negre. "NORTH DAKOTA" centrat a dalt i "1951" en vertical a la dreta.     | Sense lema | 123-456               | |
|        | 1952             | Caràcters en relleu de color negre sobre fons blanc. "NORTH DAKOTA" centrat a dalt i "1952" en vertical a la dreta.     | Sense lema | 123-456               | |
|        | 1953             | Caràcters en relleu de color blanc sobre fons verd. "NORTH DAKOTA" centrat a dalt i "1953" en vertical a la dreta.      | Sense lema | 123-456               | |
|        | 1954             | Caràcters en relleu de color blanc sobre fons negre. "NORTH DAKOTA 54" centrat a dalt.                                  | Sense lema | 123-456               | Canvi de mides a 5 1/4" x 11 3/4". |
|        | 1955             | Caràcters en relleu de color groc sobre fons negre. "NORTH DAKOTA 55" centrat a dalt.                                   | Sense lema | 123-456               | |

### Models de 1956 fins avui dia
El 1956, el Canadà i els Estats Units d'Amèrica van arribar a un acord amb l'Associació Americana d'Administradors de Vehicles de Motor, l'Associació de Fabricants d'Automòbils i el Consell Nacional de Seguretat en que es concretava una mida única de les plaques de vehicles de passatgers a 150 mm per 300 mm (6 per 12 polzades), amb forats per poder-les muntar espaiats 180 mm (7 polzades), tot i que les dimensions o poden variar lleugerament segons la jurisdicció. L'estat de Dakota del Nord va adoptar aquest estàndard el mateix any 1956.
| Imatge | Data d'expedició              | Disseny | Lema | Combinació utilitzada | Notes |
| ------ | ----------------------------- | --- | --- | --------------------- | --- |
|        | 1956                          | Caràcters en relleu de color blau sobre fons blanc. "NORTH DAKOTA 56" centrat a dalt. | "PEACE GARDEN STATE" centrat a baix.                                                                                           | 123-456               | Primera placa de mides estàndard 6x12 polzades (15x30cm) i primera amb eslogan. |
|        | 1957                          | Caràcters en relleu de color blanc sobre fons blau. "NORTH DAKOTA 57" centrat a dalt. | "PEACE GARDEN STATE" centrat a baix.                                                                                           | 123-456               | |
|        | 1958-61                       | Caràcters en relleu de color verd sobre fons reflectant blanc. "NORTH DAKOTA 58" centrat a dalt. | "PEACE GARDEN STATE" centrat a baix.                                                                                           | 123-456               | Revalidada pel 1959 amb pestanyes grogues, pel 1960 amb pestanyes taronges i pel 1961 amb pestanyes verdes. |
|        | 1962-65                       | Caràcters en relleu de color granat sobre fons reflectant beix. "N.DAKOTA" a dalt a l'esquerra i "62" a la dreta. | "PEACE GARDEN STATE" centrat a baix.                                                                                           | 123-456               | Revalidada pel 1963, 1964 i 1965 amb adhesius. |
|        | 1966-69                       | Caràcters en relleu de color vermell sobre fons reflectant blanc. "N.DAKOTA" a dalt a l'esquerra i "66" a la dreta. | "PEACE GARDEN STATE" centrat a baix.                                                                                           | 123-456               | Revalidada pel 1967, 1968 i 1969 amb adhesius. |
|        | 1970-73                       | Caràcters en relleu de color blau sobre fons reflectant blanc. "N.DAKOTA" a dalt a l'esquerra i "70" a la dreta. | "PEACE GARDEN STATE" centrat a baix.                                                                                           | 123-456               | Revalidada pel 1971, 1972 i 1973 amb adhesius. |
|        | 1974-79                       | Caràcters en relleu de color verd sobre fons reflectant blanc. "N.DAKOTA" a dalt a l'esquerra i "74" a la dreta. | "PEACE GARDEN STATE" centrat a baix.                                                                                           | 123-456               | |
|        | 1980-82                       | Caràcters en relleu de color negre sobre fons reflectant blanc. "NORTH DAKOTA" centrat a dalt i "80" a la dreta. | "PEACE GARDEN STATE" centrat a baix.                                                                                           | ABC 123               | |
|        | 1983-88                       | Caràcters en relleu de color negre sobre fons reflectant blanc. "NORTH DAKOTA" centrat a dalt. | "PEACE GARDEN STATE" centrat a baix.                                                                                           | ABC 123               | Fabricada a Iowa amb les matrius d'aquest estat. Publicada simultàniament amb la imatge de Theodore Roosevelt (a sota) des de 1984. |
|        | 1984-88                       | Caràcters en relleu de color blau sobre fons reflectant blanc. Imatge gràfica en vermell de Theodore Roosevelt a l'esquerra i "NORTH DAKOTA" en blau centrat a baix.                                                        | "PEACE GARDEN STATE" en vermell centrat a dalt.                                                                                | AB123                 | Premiada el 1985, juntament amb Nevada, com a "placa de l'any" a la millor matrícula estàndard nova per l'Associació de Col·leccionistes de Matrícules d'Automòbils (ALPCA). Fabricada a Dakota del Sud amb les matrius d'aquest estat. |
|        | 1989-92                       | Caràcters en relleu de color negre sobre fons reflectant degradat de blau cel, blanc i carabassa. Franja negra a la part inferior amb "1889 NORTH DAKOTA 1989" en blanc.                                                    | "CENTENNIAL" en blanc dins una franja negra curta i "PEACE GARDEN STATE" en negre centrat a dalt.                              | ABC 123               | Conmemoració del centenari de la creació de l'estat de Dakota del Nord. |
|        | 1993-novembre 2015            | Caràcters de color negre sobre imatge gràfica reflectant d'un cel blau i unes muntanyes grises, un bisó a la cantonada inferior dreta i tres espigues de blat a l'esquerra. "NORTH DAKOTA" centrat a baix.                  | "Discover the Spirit" en blanc centrat a dalt i "PEACE GARDEN STATE" centrat a baix.                                           | ABC 123               | Premiada el 1993 com a "placa de l'any" a la millor matrícula estàndard nova per l'Associació de Col·leccionistes de Matrícules d'Automòbils (ALPCA). Lletra "I" no s'utilitza i lletra "F" reservada per a vehicles agrícoles.         |
|        | Novembre 2015 – november 2016 | Caràcters de color negre sobre imatge gràfica reflectant a tot color d'una sortida de sol sobre un paisatge de badlands i un bisó a la cantonada inferior dreta. "NORTH DAKOTA" centrat a dalt entre tres espigues de blat. | "LEGENDARY" en negre centrat a dalt sobre del nom de l'estat i "PEACE GARDEN STATE" en blanc a la cantonada inferior esquerra. | 123 ABC               | Model anomenat "Legendary" per l'eslogan. |
|        | Novembre 2016- avui dia       | Mateix model que l'anterior. | "LEGENDARY" en negre centrat a dalt sobre del nom de l'estat i "PEACE GARDEN STATE" en blanc a la cantonada inferior esquerra. | 123                   | Canvis en la tipografia de "NORTH DAKOTA" en la reedició de les plaques. |

## Altres tipus

### Personalitzades
Dakota del Nord permet l'emissió de plaques personalitzades prèvia aprovació per la Divisió de Vehicles de Motor i que compleixin un seguit de requisits com són:
- Que no pot tenir més de setcaràcters (les motocicletes no més de sis),
- Es denegarà la combinació de lletres o xifres que llegida en qualsevol idioma, cap endavant o cap enrere, es pogui considerar ofensiva per al bon gust i la decència, o pot induir a error.[14]

### Especials
Dakota del Nord ofereix una gran varietat de plaques especials, entre les que s'inclouen set models generals, onze de militars, tres de col·leccionista, vinct-i-cinc d'interès especial o tres més de patriòtics.

### Motocicletes
Les  motocicletes utilitzen des del 2015 el mateix disseny de placa que els vehicles de passatgers però amb la lletra "M" darrera la combinació de cinc xifres i la paraula "MOTORCYCLE" centrada a baix (ex. 12345M)

### Remolc
Els trailers utilitzen des del 2015 el mateix disseny de placa que els vehicles de passatgers, però amb la lletra "T" a l'esquerra d'una combinació formada per sis xifres (ex. T123456).